# Osmo Sipari

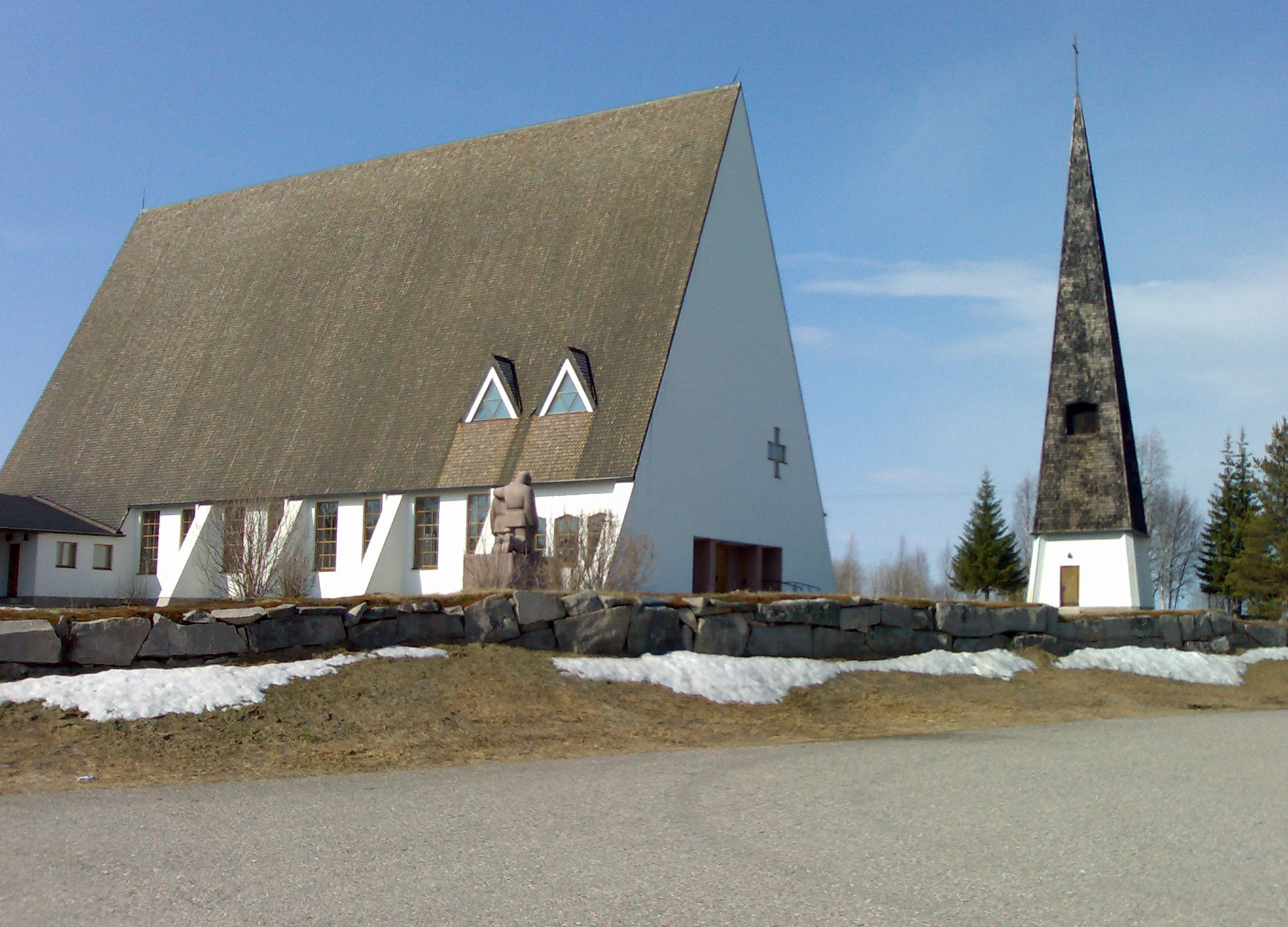
Salla nya kyrka.

Osmo Artturi Sipari, född 14 april 1922 i Veckelax, död 22 maj 2008 i Helsingfors, var en finländsk arkitekt. 
Under studietiden vann Sipari, tillsammans med Eero Eerikäinen, en arkitekttävling om en ny kyrka i Salla. Denna kyrka, vars arkitektur anknyter till de medeltida landskyrkorna, invigdes 1951 och betraktas som en höjdpunkt i sin tids finländska kyrkoarkitektur. Han ritade även ett kapell i Paattio i Kemi (1960), men kom att utmärka sig särskilt som planerare av skolor och idrottsanläggningar. Av dessa kan särskilt Mejlans finska folkskola, vilken han ritade tillsammans med Viljo Revell (1949–1953), nämnas. Han ritade också flera bostadshus, bland annat tornhus i Hertonäs i Helsingfors (1957) och Puijonlaakso i Kuopio (1964). Siparis arkitektur kännetecknas av ren modernism, ofta med rengjuten betong.